# Takayuki Morimoto
Takayuki Morimoto (jap. 森本 貴幸, Morimoto Takayuki; * 4. Mai 1988 in Kawasaki) ist ein japanischer Fußballspieler. 
Aufgewachsen im Jugendbereich von Tokyo Verdy, wechselte er im Jahr 2006 auf Leihbasis nach Catania. Morimoto ist derzeit der jüngste japanische Spieler, der sein Debüt im Profifußball gab und der jüngste Torschütze in der Geschichte der japanischen Meisterschaften. Jeremy Walker, ein Experte für den japanischen Fußball, hat Morimoto auf Grund seiner körperlichen Konstitution, Stärke und Geschwindigkeit mit Ronaldo zu Anfang dessen Karriere verglichen.

## Karriere

### Verein
Am 13. März 2004 gab Morimoto sein Debüt in der J. League für Tokyo Verdy gegen Júbilo Iwata mit nur 15 Jahren, 10 Monaten und 6 Tagen, Liga-Rekord für die Japaner. Sein erstes Tor erzielte Morimoto gegen JEF United Ichihara am 5. Mai desselben Jahres, zwei Tage vor seinem sechzehnten Geburtstag.
Im Juli 2006 wurde Morimoto an Catania Calcio verliehen, zusätzlich erwirbt der sizilianische Serie-A-Verein eine Kaufoption nach. 
Am 28. Januar 2007, wenige Minuten vor dem Ende des Spiels gegen Atalanta Bergamo, debütierte er in der Serie A im Trikot von Catania. Innerhalb weniger Minuten gelang ihm das Tor zum 1:1 Endstand. Es folgten vier weitere Präsenzen ohne ein Tor. Am ersten Spieltag der Saison 2007/08 gegen den FC Parma, wo er zum ersten Mal in der Anfangsformation stand, traf Morimoto wieder. Während des Coppa-Italia-Spiels gegen Udinese Calcio, bewies Morimoto wieder einmal, dass er der Mann für die wichtigen Tore ist, denn in der 89. Minute erzielte er die 2:1-Führung, wodurch Catania zum ersten Mal in der Vereinsgeschichte das Halbfinale erreichen konnte.
Zur Saison 2008/09 hat Catania die Kaufoption auf Morimoto gezogen. Hier spielte er bis 2013 mit einer kurzen Ausleihe zu al-Nasr SC. Anschließend  war er wieder sieben Jahre in Japan aktiv, ging dann erst nach Griechenland und später weiter zum Sportivo Luqueño nach Paraguay. Seit Mai 2022 steht er nun bei Taichung Futuro in der Taiwan Football Premier League unter Vertrag.

### Nationalmannschaft
Morimoto war Teil der japanischen U-20-Nationalmannschaft bei den AFC Youth Championships 2004 und der Weltmeisterschaft 2005 in den Niederlanden. Außerdem nahm er an den Olympischen Spielen 2008 in Peking teil. Von 2009 bis 2012 war er zehn Mal für die A-Nationalmannschaft aktiv und erzielte dabei drei Treffer.

## Erfolge
- Japanischer Pokalsieger: 2004
- Japanischer Superpokalsieger: 2005
- Japanischer Meister: 2017

## Auszeichnungen
- J.League Best Young Player: 2004